# Szélesi Zoltán
Szélesi Zoltán (Budapest, 1981. november 22. –) magyar labdarúgó, jelenleg a Magyar U21-es válogatott edzője. A magyar labdarúgó-válogatottban 28 alkalommal szerepelt.

## Pályafutása

### Klubcsapatban
Hivatásos pályafutását az Újpest FC-ben kezdte 1997-ben. A lila-fehérekkel 1998-ban bajnoki címet nyert, és bejutott a Magyar Kupa döntőjébe is, ott azonban az MTK Budapest FC csapatától 1–0 arányú vereséget szenvedtek el. Az ezt követő évben bronzérmet szerzett az Újpesttel. A következő sikerre egészen 2002-ig kellett várnia: ekkor Magyar Kupa-győztesnek mondhatta magát, mivel a döntőben 2–1-re nyertek a Haladás ellen. A Magyar Kupa címvédőjeként az Újpest a magyar szuperkupáért játszhatott a 2002-es szezon végén, amit meg is nyertek a Zalaegerszegi TE ellen egy 3–1-es győzelmet követően. Eddigi utolsó jelentős eredményét a 2003/2004-es idény végén érte el, akkor a bajnokság ezüstérmeseként végzett a csapattal. Az Újpestben 120 NB I-es mérkőzésen szerepelt, és 2 gólt szerzett.
A 2004/2005-ös szezont a német másodosztályban szereplő FC Energie Cottbusban kezdte. Első ottani idényében stabil tagja volt a csapatnak, 27 bajnokin 3 találatot jegyzett. Még egy évet töltött a Bundesliga 2-ben, majd 2005/2006 végén az együttes feljutott az élvonalba. A Bundesligában egy teljes idényt játszott, a 2007/2008-as szezonban az 1. fordulóban még a Bayer Leverkusen ellen 90 percet töltött a pályán, ezt követően a francia RC Strasbourg csapatához szerződött, a két klub nem hozta nyilvánosságra a hátvéd vételárát.
Két évet töltött itt, majd a Debreceni VSC-hez igazolt, ahol bajnokságot és kupát nyert, valamint szerepelt a Bajnokok Ligájában is. 2010 nyarán újra idegenlégiósnak állt és a görög első osztályban szereplő Olimbiakósz Vólu csapatához szerződött két évre.
Egy évet eltöltött a holland bajnokságban szereplő NEC Nijmegenben is, majd visszatért az Újpesthez. 2014 áprilisában átigazolt a Puskás Akadémia FC csapatához miután Újpesten kegyvesztett lett, a tartalékokkal készült, majd három hete ugyan aláírta új szerződését a lila-fehér klubhoz, de Roderick Duchatelet tulajdonos semmisnek tekintette azt. Hiába érkezett edzésre, nem tehette be a lábát a stadionba, ezt követően előbb az MTK-nál, majd Felcsúton a Puskás Akadémiával edzett. Az újonc keretéből több védő is kidőlt, ezért is volt szükség Szélesi szerződtetésére. 2015 nyarán fejezte be pályafutását.

### A válogatottban
2004-ben kapott először meghívót a magyar labdarúgó-válogatottba. 2004. június 1-jén Lothar Matthäus szövetségi kapitány a Kína elleni barátságos mérkőzésen játszatta először, a kezdőcsapat tagjaként. A bemutatkozás nem sikerült túl szépre, a mérkőzés 76. percében már a második sárga lapját kapta meg, ami után kiállították. Az év során további két mérkőzésen szerepelt: Németország és Izland ellen.
Az újabb mérkőzésére a válogatottban viszonylag sokat kellett várnia. 2007. június 2-án ismét játszhatott, visszatérésére a görögök ellen került sor. Ettől kezdődően az esztendő összes válogatott találkozóján játszott (leszámítva a lengyelek elleni barátságos mérkőzést). Ott volt a Norvégia, az Olaszország, a Bosznia-Hercegovina, a Törökország, a Málta, a Moldova és a Görögország elleni mérkőzéseken is.
2008-ban Szlovákia ellen szintén kezdő volt.

## Edzőként
Visszavonulását követően edzőként kezdett dolgozni. Őt nevezték ki az U17-es válogatott élére, amellyel a 2017-es U17-es Európa-bajnokságon 6. helyezést ért el, és helyet kapott Bernd Storck stábjában is a felnőtt válogatott mellett.
Storck lemondását követően 2017. október 20-án ideiglenes szövetségi kapitánynak nevezték ki. Első mérkőzésén november 9-én a válogatott 2-1-es vereséget szenvedett Luxemburgtól.
Ezután a Puskás Akadémiánál dolgozott. 2020 nyarától ismét az U17-es válogatottért felelt.
2024. márciusában kinevezték a Magyar U21-es labdarúgó-válogatott edzőjének.

## Sikerei, díjai

### Klubcsapattal
Újpest FC
- Magyar bajnok: 1998
- Magyarkupa-győztes: 2002
- Magyar szuperkupa-győztes: 2002

 DVSC
- Ligakupa-győztes: 2010
- Magyar bajnok: 2010
- Magyarkupa-győztes: 2010

## Statisztika
| Klub            | Szezon   | Ligue 2      | Ligue 2      | Coupe de France | Coupe de France | Coupe de la Ligue  | Coupe de la Ligue  | Összesen | Összesen |
| Klub            | Szezon   | Mérk         | Gól          | Mérk            | Gól             | Mérk               | Gól                | Mérk     | Gól      |
| --------------- | -------- | ------------ | ------------ | --------------- | --------------- | ------------------ | ------------------ | -------- | -------- |
| RC Strasbourg   | 2008–09  | —            | —            | —               | —               | —                  | —                  | —        | —        |
| RC Strasbourg   |          | Ligue 1      | Ligue 1      | —               | —               | —                  | —                  | —        | —        |
| RC Strasbourg   | 2007–08  | 14           | 0            | 1               | 0               | 1                  | 0                  | 16       | 0        |
| RC Strasbourg   | Összesen | 14           | 0            | 1               | 0               | 1                  | 0                  | 16       | 0        |
| Klub            | Szezon   | Bundesliga   | Bundesliga   | DFB-Pokal       | DFB-Pokal       | Premiere Ligapokal | Premiere Ligapokal | Összesen | Összesen |
| Klub            | Szezon   | Mérk         | Gól          | Mérk            | Gól             | Mérk               | Gól                | Mérk     | Gól      |
| Energie Cottbus | 2007–08  | 1            | 0            | 0               | 0               | —                  | —                  | 1        | 0        |
| Energie Cottbus | 2006–07  | 22           | 0            | 1               | 0               | —                  | —                  | 23       | 0        |
| Energie Cottbus |          | Bundesliga 2 | Bundesliga 2 | —               | —               | —                  | —                  | —        | —        |
| Energie Cottbus | 2005–06  | 15           | 0            | 2               | 0               | —                  | —                  | 17       | 0        |
| Energie Cottbus | 2004–05  | 27           | 3            | 1               | 1               | —                  | —                  | 28       | 4        |
| Energie Cottbus | Összesen | 65           | 3            | 4               | 1               | —                  | —                  | 69       | 4        |
| Klub            | Szezon   | NB I         | NB I         | Magyar Kupa     | Magyar Kupa     | —                  | —                  | Összesen | Összesen |
| Klub            | Szezon   | Mérk         | Gól          | Mérk            | Gól             | Mérk               | Gól                | Mérk     | Gól      |
| Újpest FC       | 2003–04  | 28           | 1            | —               | —               | —                  | —                  | 28       | 1        |
| Újpest FC       | 2002–03  | 28           | 1            | —               | —               | —                  | —                  | 28       | 1        |
| Újpest FC       | 2001–02  | 27           | 0            | —               | —               | —                  | —                  | 27       | 0        |
| Újpest FC       | 2000–01  | 20           | 0            | —               | —               | —                  | —                  | 20       | 0        |
| Újpest FC       | 1999–00  | —            | —            | —               | —               | —                  | —                  | —        | —        |
| Újpest FC       | 1998–99  | —            | —            | —               | —               | —                  | —                  | —        | —        |
| Újpest FC       | 1997–98  | —            | —            | —               | —               | —                  | —                  | —        | —        |
| Újpest FC       | Összesen | 120          | 2            | —               | —               | —                  | —                  | 120      | 2        |
| Összesen        |          | 199          | 5            | 5               | 1               | 1                  | 0                  | 204      | 6        |

(A statisztikák 2008. március 4-e szerintiek.)

### Mérkőzései a válogatottban
| Magyarország | Magyarország         | Magyarország                         | Magyarország | Magyarország | Magyarország        | Magyarország | Magyarország | Magyarország |
| #            | Dátum                | Helyszín                             | Hazai        | Eredmény     | Vendég              | Kiírás       | Gólok        | Esemény      |
| ------------ | -------------------- | ------------------------------------ | ------------ | ------------ | ------------------- | ------------ | ------------ | ------------ |
| 1.           | 2004. június 2.      | Tiencsin, Teda Football Stadium      | Kína         | 2 – 1        | Magyarország        | barátságos   | -            | 55′, 76′     |
| 2.           | 2004. június 6.      | Kaiserslautern, Fritz Walter Stadion | Németország  | 0 – 2        | Magyarország        | barátságos   | -            |              |
| 3.           | 2004. szeptember 8.  | Budapest, Szusza Ferenc Stadion      | Magyarország | 3 – 2        | Izland              | vb-selejtező | -            | 46'          |
| 4.           | 2007. június 2.      | Iráklio, Pankritio                   | Görögország  | 2 – 0        | Magyarország        | Eb-selejtező | -            | 74'          |
| 5.           | 2007. június 6.      | Oslo, Ullevaal Stadion               | Norvégia     | 4 – 0        | Magyarország        | Eb-selejtező | -            |              |
| 6.           | 2007. augusztus 22.  | Budapest, Puskás Ferenc Stadion      | Magyarország | 3 – 1        | Olaszország         | barátságos   | -            |              |
| 7.           | 2007. szeptember 8.  | Székesfehérvár, Sóstói Stadion       | Magyarország | 1 – 0        | Bosznia-Hercegovina | Eb-selejtező | -            |              |
| 8.           | 2007. szeptember 12. | Isztambul, Beşiktaş İnönü Stadion    | Törökország  | 3 – 0        | Magyarország        | Eb-selejtező | -            |              |
| 9.           | 2007. október 13.    | Budapest, Szusza Ferenc Stadion      | Magyarország | 2 – 0        | Málta               | Eb-selejtező | -            |              |
| 10.          | 2007. november 17.   | Chișinău, Zimbru Stadion             | Moldova      | 3 – 0        | Magyarország        | Eb-selejtező | -            |              |
| 11.          | 2007. november 21.   | Budapest, Puskás Ferenc Stadion      | Magyarország | 1 – 2        | Görögország         | Eb-selejtező | -            |              |
| 12.          | 2008. február 6.     | Limassol, Cirion Stadion (CYP)       | Magyarország | 1 – 1        | Szlovákia           | barátságos   | -            |              |
| 13.          | 2008. március 26.    | Zalaegerszeg, ZTE Aréna              | Magyarország | 0 – 1        | Szlovénia           | barátságos   | -            |              |
| 14.          | 2008. május 24.      | Budapest, Puskás Ferenc Stadion      | Magyarország | 3 – 2        | Görögország         | barátságos   | -            |              |
| 15.          | 2008. május 31.      | Budapest, Szusza Ferenc Stadion      | Magyarország | 1 – 1        | Horvátország        | barátságos   | -            | 89'          |
| 16.          | 2008. augusztus 20.  | Budapest, Puskás Ferenc Stadion      | Magyarország | 3 – 3        | Montenegró          | barátságos   | -            | 80'          |
| 17.          | 2008. szeptember 6.  | Budapest, Puskás Ferenc Stadion      | Magyarország | 0 – 0        | Dánia               | vb-selejtező | -            |              |
| 18.          | 2008. szeptember 10. | Stockholm, Råsunda Stadion           | Svédország   | 2 – 1        | Magyarország        | vb-selejtező | -            |              |
| 19.          | 2008. október 11.    | Budapest, Puskás Ferenc Stadion      | Magyarország | 2 – 0        | Albánia             | vb-selejtező | -            |              |
| 20.          | 2009. február 11.    | Ramat Gan, Ramat Gan Stadion         | Izrael       | 1 – 0        | Magyarország        | barátságos   | -            | 84'          |
| 21.          | 2009. március 28.    | Tirana, Qemal Stafa Stadion          | Albánia      | 0 – 1        | Magyarország        | vb-selejtező | -            |              |
| 22.          | 2009. április 1.     | Budapest, Puskás Ferenc Stadion      | Magyarország | 3 – 0        | Málta               | vb-selejtező | -            |              |
| 23.          | 2009. szeptember 5.  | Budapest, Puskás Ferenc Stadion      | Magyarország | 1 – 2        | Svédország          | vb-selejtező | -            |              |
| 24.          | 2010. március 3.     | Győr, ETO Park                       | Magyarország | 1 – 1        | Oroszország         | barátságos   | -            |              |
| 25.          | 2010. május 29.      | Budapest, Puskás Ferenc Stadion      | Magyarország | 0 – 3        | Németország         | barátságos   | -            | 71'          |
| 26.          | 2010. június 5.      | Amszterdam, Amsterdam ArenA          | Hollandia    | 6 – 1        | Magyarország        | barátságos   | -            |              |
| 27.          | 2010. augusztus 11.  | London, Wembley Stadion              | Anglia       | 2 – 1        | Magyarország        | barátságos   | -            |              |
| 28.          | 2015. június 5.      | Debrecen, Nagyerdei stadion          | Magyarország | 4 – 0        | Litvánia            | barátságos   | -            | 46'          |
|              | Összesen             |                                      |              | 27           | mérkőzés            |              | 0            | gól          |

### Mérkőzései magyar szövetségi kapitányként
| Magyarország | Magyarország       | Magyarország                   | Magyarország | Magyarország | Magyarország | Magyarország | Magyarország | Magyarország |
| #            | Dátum              | Helyszín                       | Hazai        | Eredmény     | Vendég       | Kiírás       | Gólok        | Esemény      |
| ------------ | ------------------ | ------------------------------ | ------------ | ------------ | ------------ | ------------ | ------------ | ------------ |
| 1.           | 2017. november 9.  | Luxembourg, Stade Josy Barthel | Luxemburg    | 2 – 1        | Magyarország | barátságos   | -            |              |
| 2.           | 2017. november 14. | Budapest, Groupama Aréna       | Magyarország | 1 – 0        | Costa Rica   | barátságos   | -            |              |
|              | Összesen           |                                |              | 2            | mérkőzés     |              | 0            | gól          |

## Külső hivatkozások
- Szélesi Zoltán Debrecenbe igazolásának híre a Nemzeti Sport honlapján - 2009. augusztus 30. (magyarul)
- Szélesi Zoltán leigazolásának híre a Debreceni VSC honlapján Archiválva 2009. szeptember 2-i dátummal a Wayback Machine-ben - 2009. augusztus 30. (magyarul)
- Szélesi Zoltán adatlapja a HLSZ.hu-n (magyarul)
- Profil a footballdatabase.eu-n (angolul)
- Szélesi Zoltán pályafutásának statisztikái a Soccerbase oldalon (angolul)

```
(angolul)
```

- Szélesi Zoltán adatlapja a national-football-teams.com-on[halott link] (angolul)
- Pályafutása statisztikái a fussballdaten.de-n (németül)
- Profil az espacefoot.net-en (franciául)
- Profil a soccernet.espn-en Archiválva 2009. december 4-i dátummal a Wayback Machine-ben (angolul)
- Fanzone adtalap (magyarul)